# U-Bahn-Station Enkplatz
Die unterirdische Station Enkplatz der Wiener U-Bahn-Linie U3 befindet sich im 11. Wiener Gemeindebezirk Simmering. Namensgeber der am 2. Dezember 2000 eröffneten Station ist der 1894 nach dem Schriftsteller Michael Leopold Enk von der Burg benannte Enkplatz.
Die Bahnsteigbereiche befinden sich zwei Geschoße tief direkt unterhalb der Simmeringer Hauptstraße und erstrecken sich zwischen der Grillgasse und dem Enkplatz. Die Station hat zwei getrennte Seitenbahnsteige, die in parallel verlaufenden Röhren angeordnet sind und durch zwei Gänge miteinander verbunden sind. Ausgänge führen auf die Simmeringer Hauptstraße, auf die Gottschalkgasse und auf den Enkplatz. Die Aufgänge zur Simmeringer Hauptstraße und zur Gottschalkgasse sind in Gebäude integriert und verfügen beide über Aufzüge.
Es besteht die Möglichkeit, zu den Straßenbahnlinien 11 und 71 sowie zu den Autobuslinien 15A, 76A und 76B umzusteigen. Unmittelbar bei der Station befindet sich die Pfarrkirche Neusimmering.

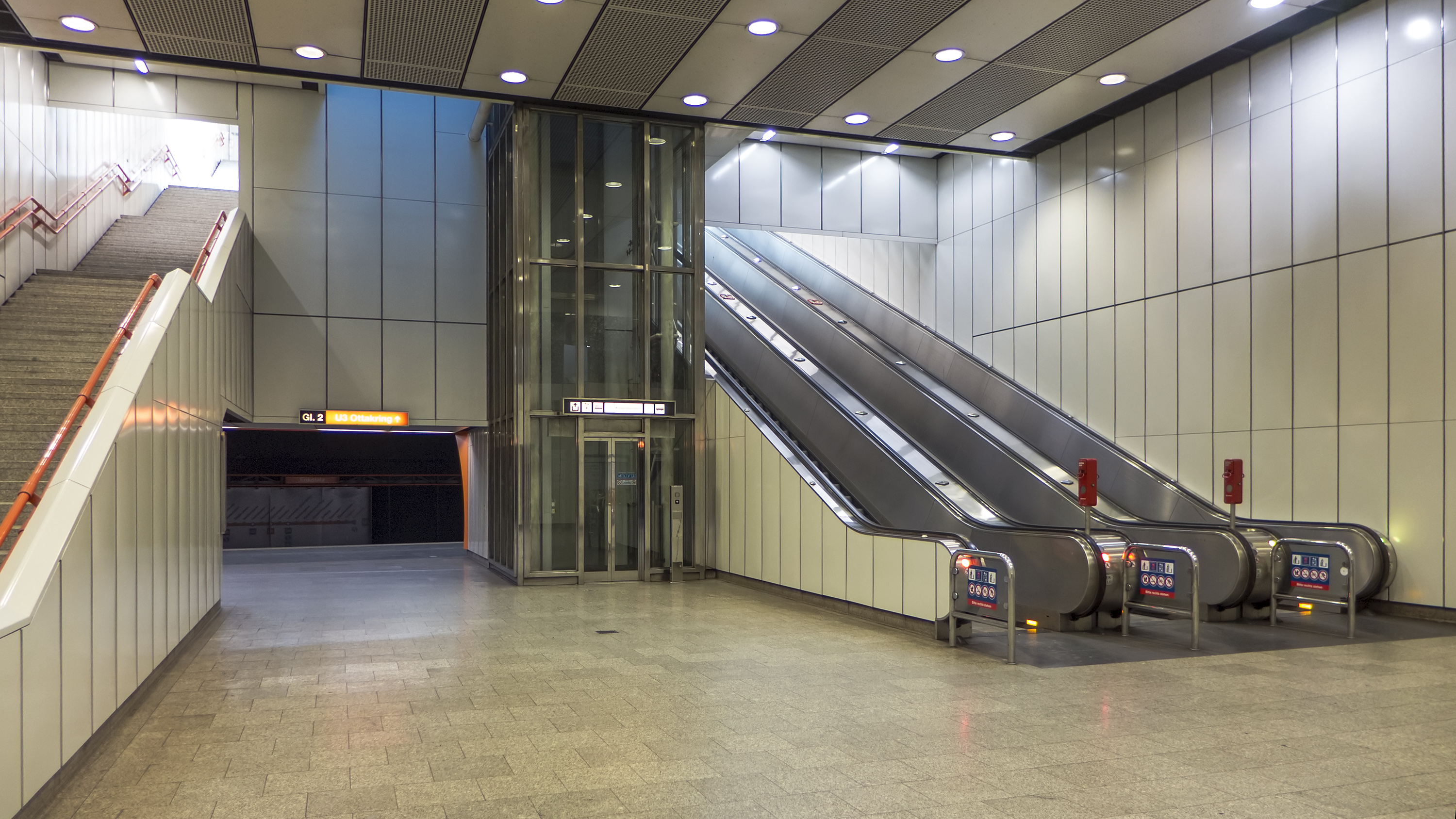
In der Station
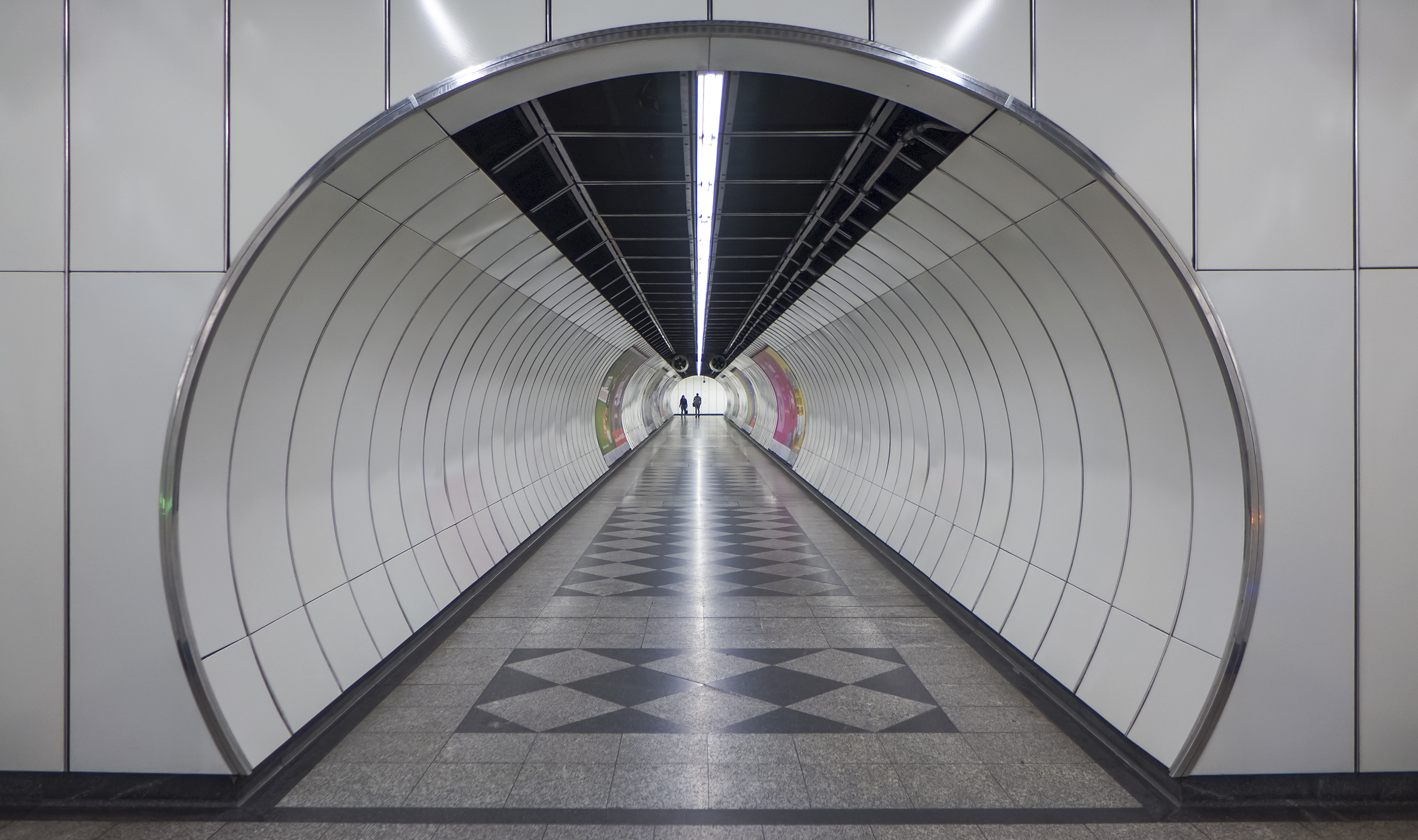
Durchgang in der Station
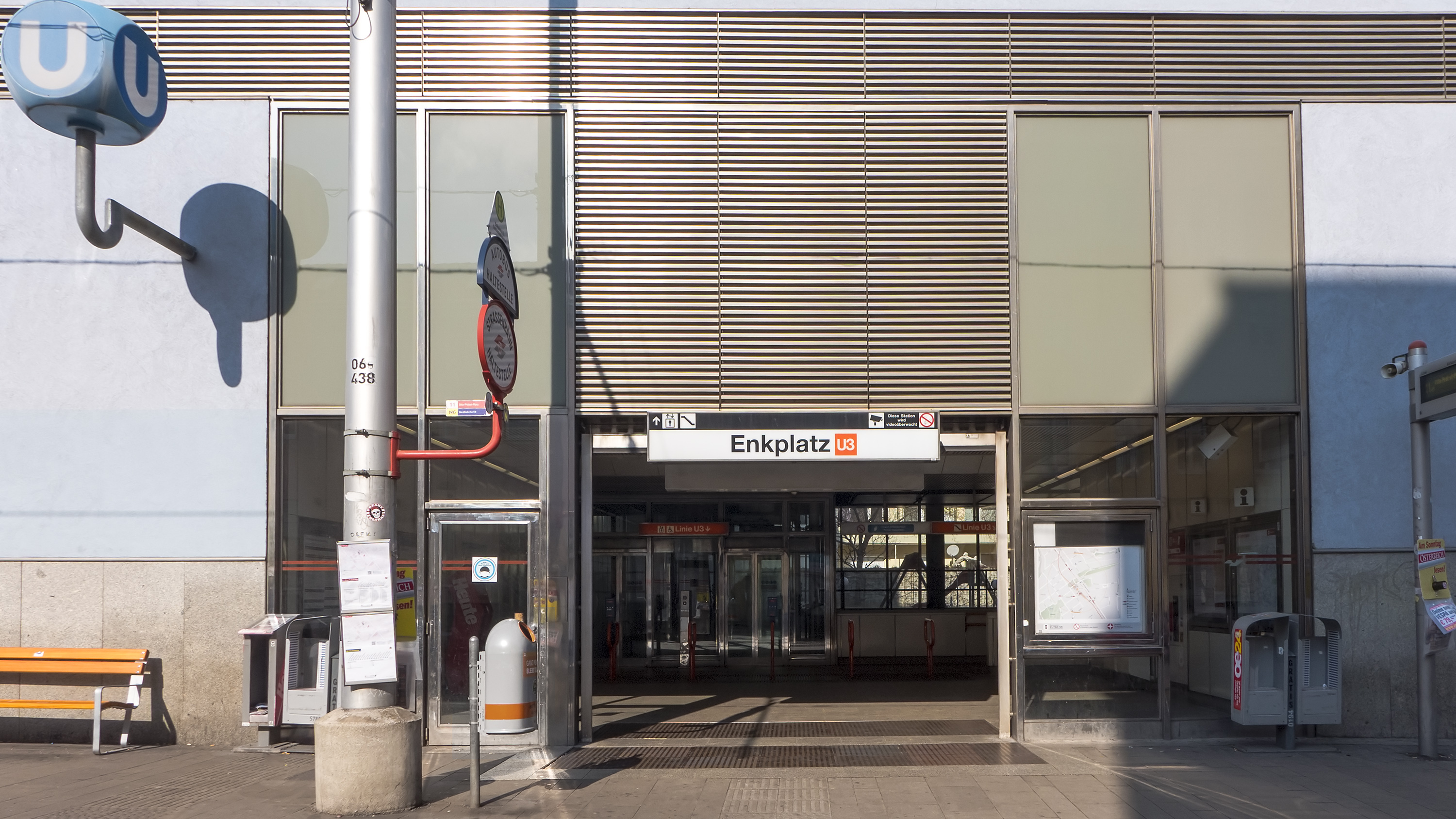
Ausgang Gottschalkgasse
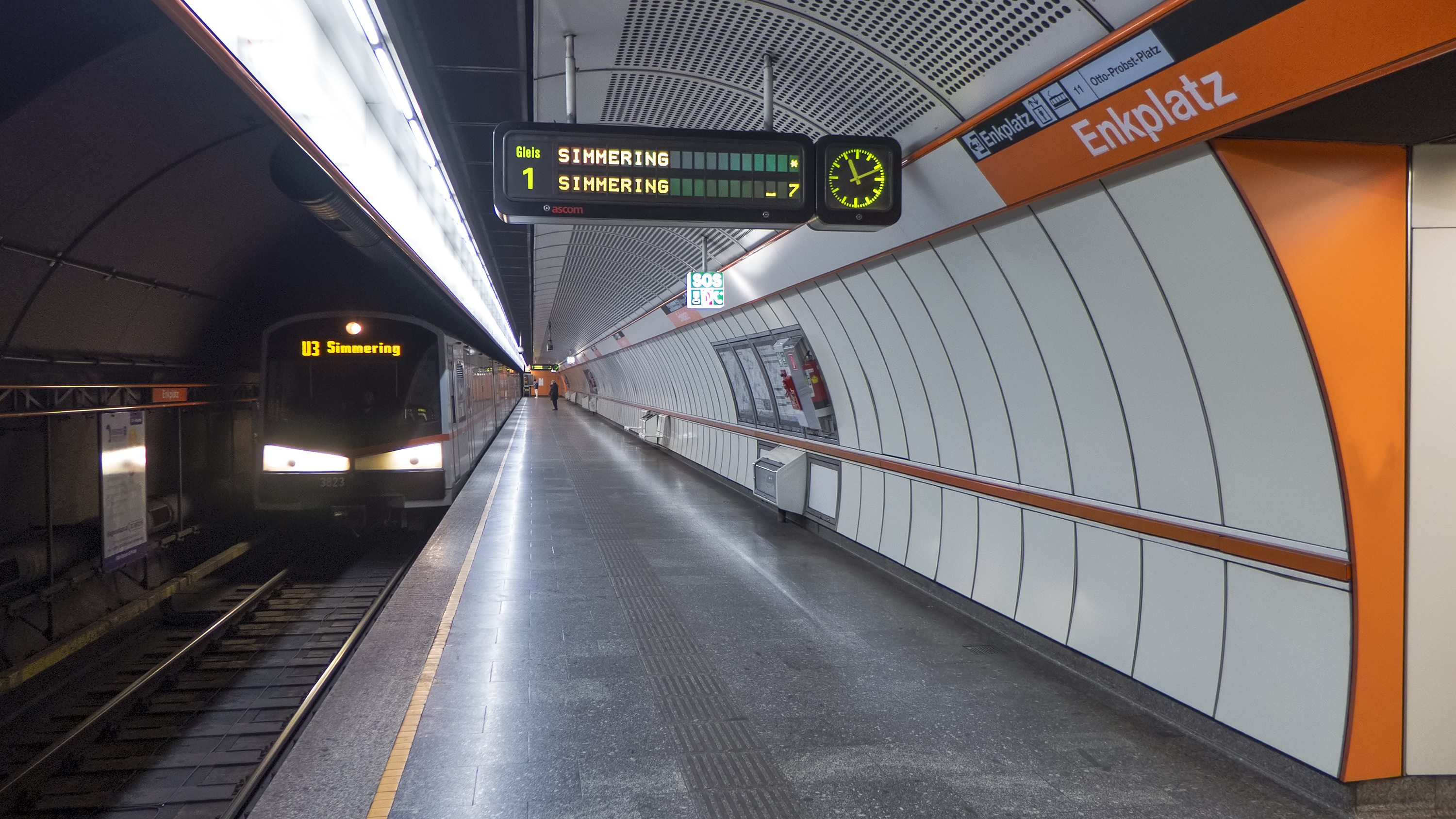
Bahnsteig Richtung Simmering
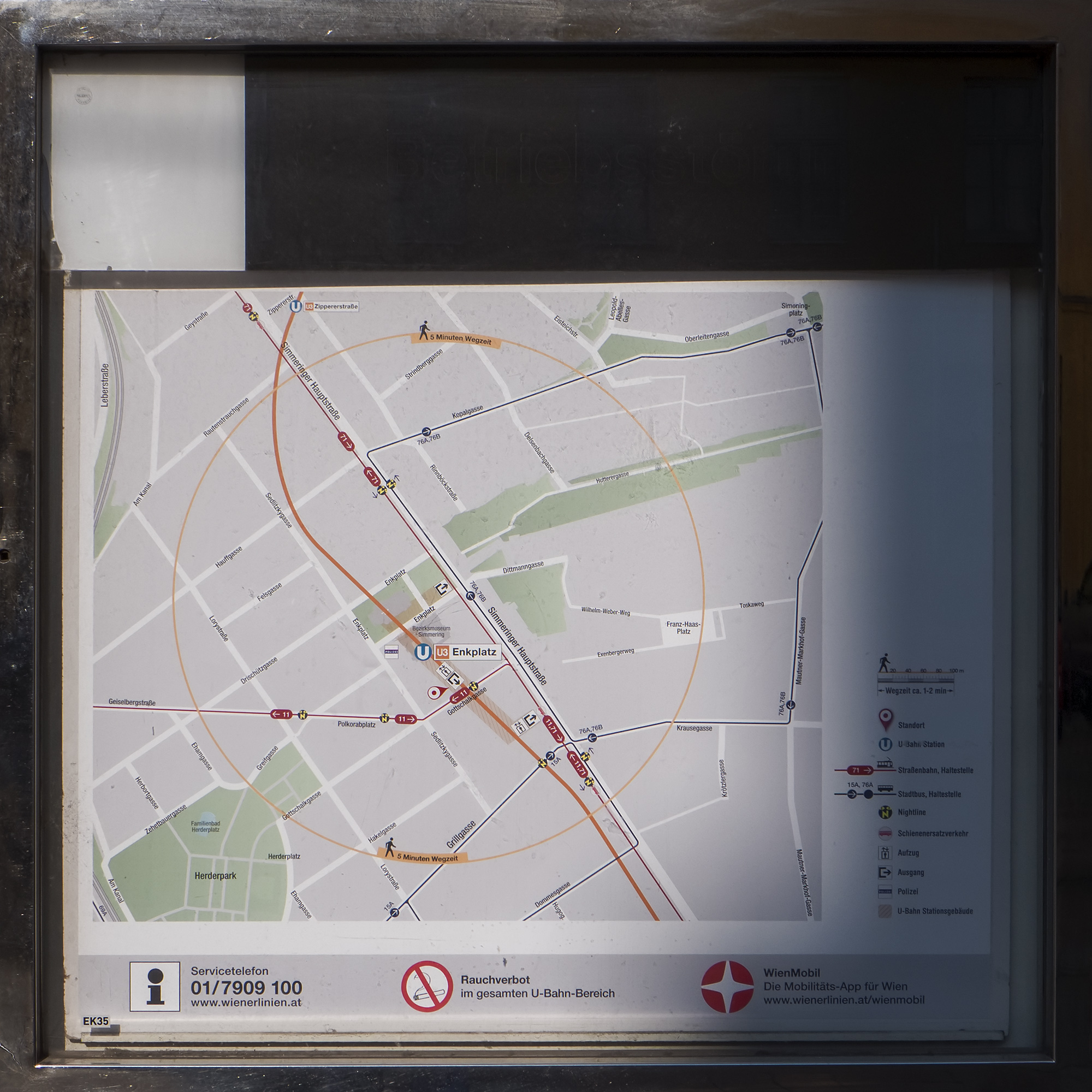
Umgebungsplan

## Ausgestaltung
An der Decke des 17 Meter hohen Stationsschachts Gottschalkgasse wurde im Jahr 2000 das Bild Belle Etage der Künstlerinnen Ilse Haider und Mona Hahn installiert. Es handelt sich dabei um ein 7 × 4,5 m großes Farbfoto in einem Diapositiv-Leuchtkasten. Das Bild zeigt Bewohner eines Simmeringer Gemeindebaus, die von ihrem Balkon auf die Fahrgäste der U3 herunter schauen. Diese können dadurch nach der Intention der Künstlerinnen auch bei Schlechtwetter ein Stück blauen Himmels betrachten. Allerdings haben nach einer Umfrage zwei Drittel der Fahrgäste noch nie in der Station nach oben geschaut, und folglich das Kunstwerk auch noch nicht entdeckt.
Im Untergeschoß der Station befindet sich ebenfalls seit dem Jahr 2000 am oberen Teil einer Wand die Installation Spiegelbilder des Künstlers Erich Steininger. Das Wandbild besteht aus neun Paneelen, die als abstrakte Schwarzweiß-Grafik gestaltet sind. Die Vorlagen wurden als Holzschnitt erstellt und dann an die Wand übertragen. Zwischen den Grafiken befinden sich acht Spiegel, in denen bei günstiger Betrachtungsrichtung die Fahrgäste sichtbar sind.

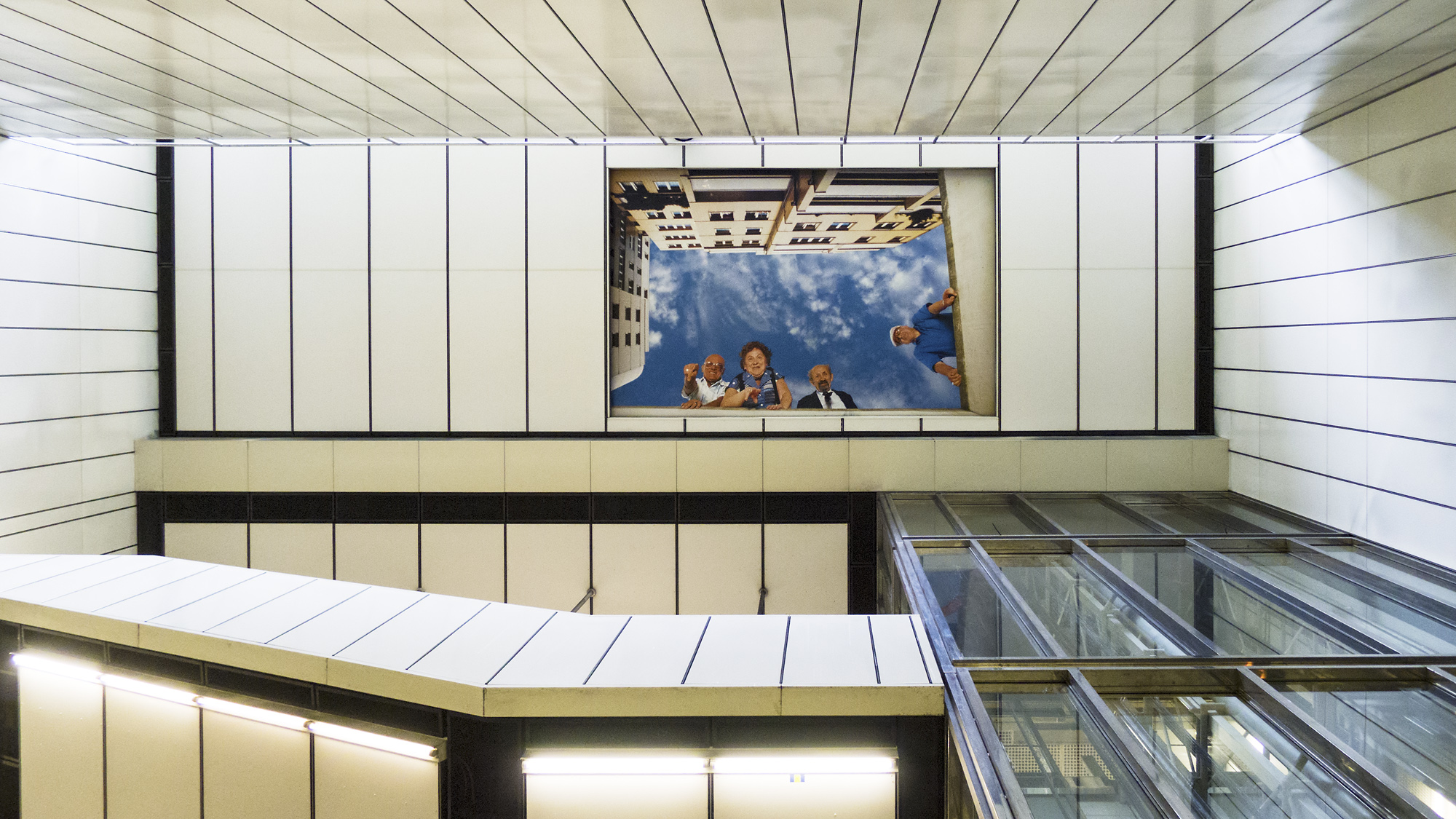
Der Stationsschacht Gottschalkgasse
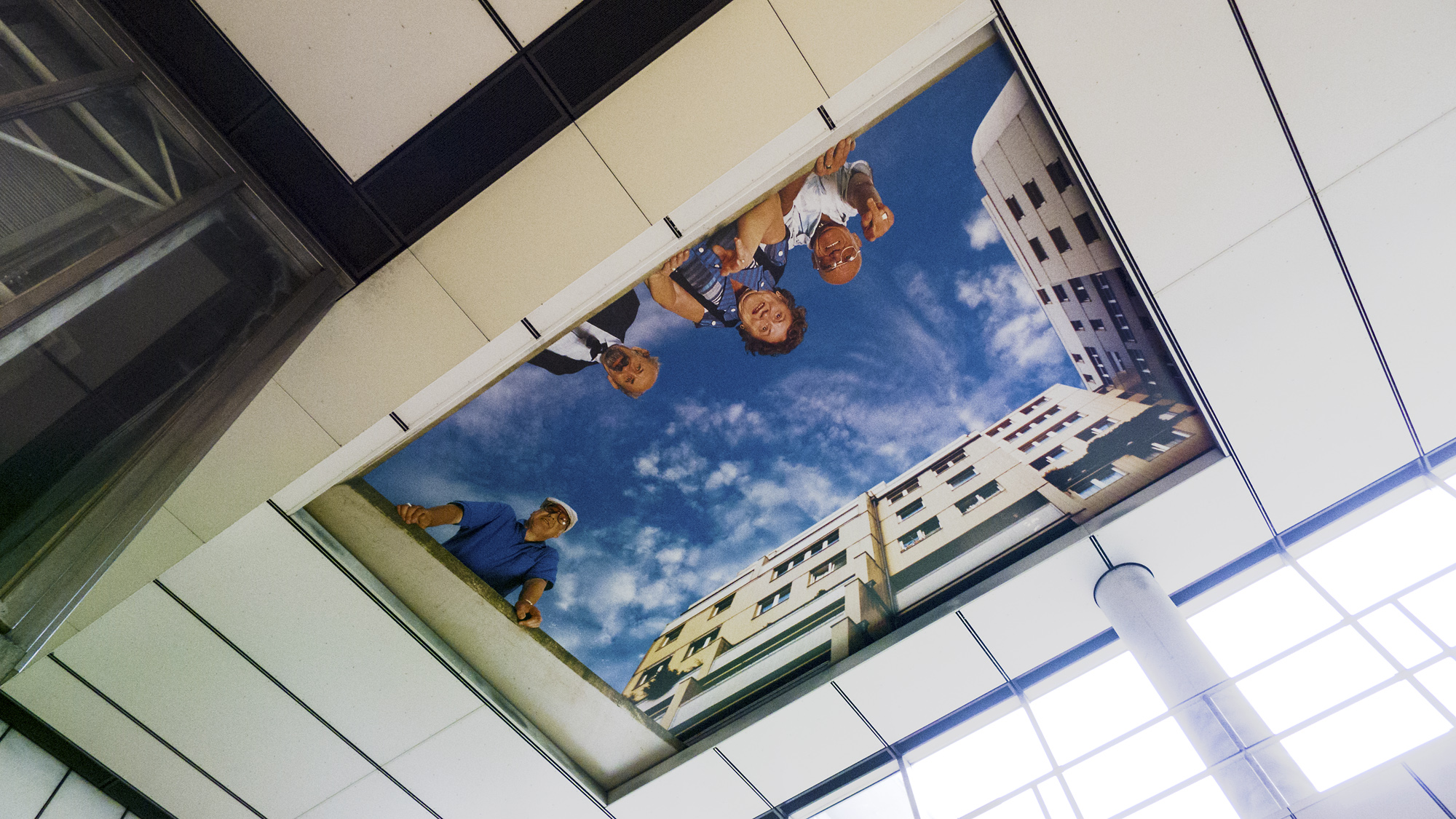
Deckenbild Belle Etage
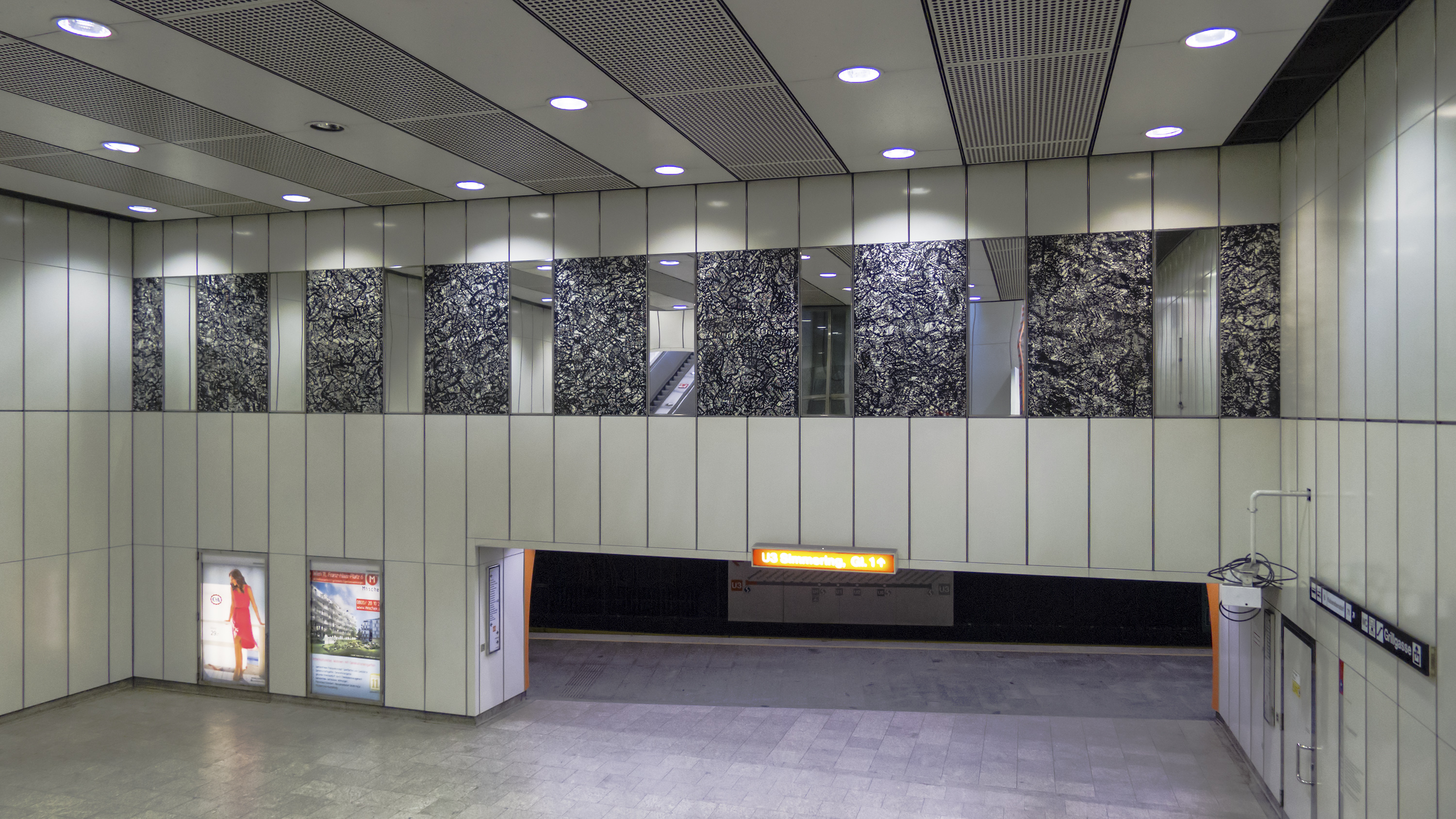
Installation Spiegelbilder
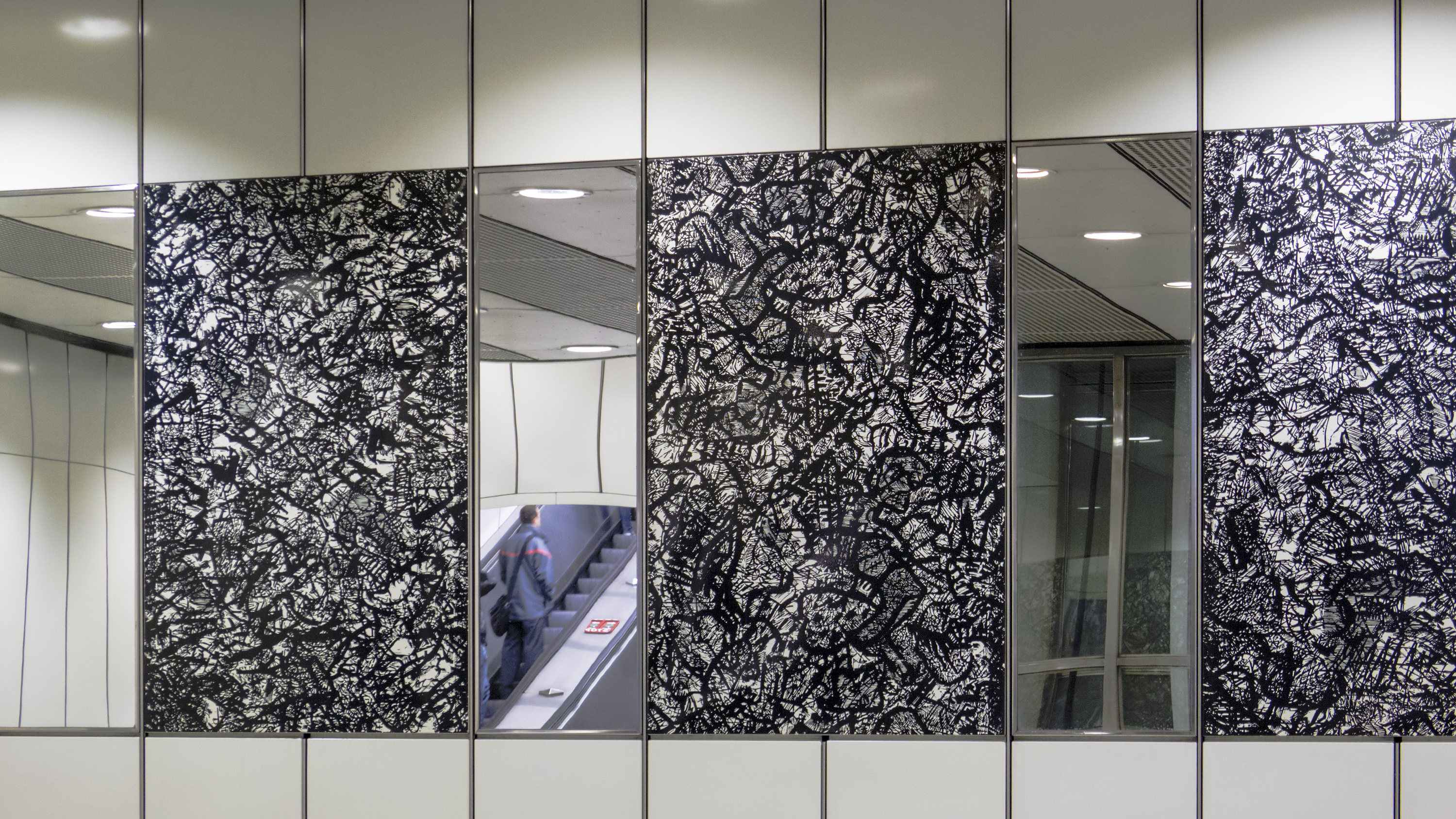
Spiegelbilder, Detail